# Semiothisa flexilinea
Semiothisa flexilinea là một loài bướm đêm trong họ Geometridae.